# Robert Fraser (konsthandlare)
Robert Fraser, född i augusti 1937, död 1986, var en brittisk konsthandlare och gallerist, med mera. 
Fraser föddes i en överklassfamilj och fick den vanliga utbildningen på Eton College. Han försökte satsa på en akademisk karriär som dock kom av sig. Han försökte även satsa på en militär karriär och tjänstgjorde under slutet av 1950-talet i Uganda där han bland annat hade Idi Amin som en av sina underlydande. Vid återkomsten till England satsade Fraser på att bli konsthandlare. Han öppnade 1962 ett galleri på 69 Duke Street i Mayfair, London. Under de närmaste åren hade Fraser mängder med utställningar med modern konst och han blev en av de mest kända personligheterna i 1960-talets "Swinging London" med smeknamn som "groovy Bob" och "Strawberry Bob" (myntat av Keith Richards). Fraser utvecklade emellertid heroinberoende under det drogfyllda decenniet och arresterades för detta i samband med att polisen gjorde en razzia mot Keith Richards villa i april 1967, egentligen på jakt efter Rolling Stones. Fraser erkände sig skyldig och fick sitta en tid i fängelse. Efter detta blev hans drogberoende värre och han avvecklade sin galleriverksamhet 1969. Därefter reste han mycket och vistades bland annat i Indien. Under 1980-talet var han åter verksam i Londons gallerivärld och hade vissa framgångar. Fraser, som var homosexuell, avled i AIDS.